# Малинник (Санкт-Петербург)

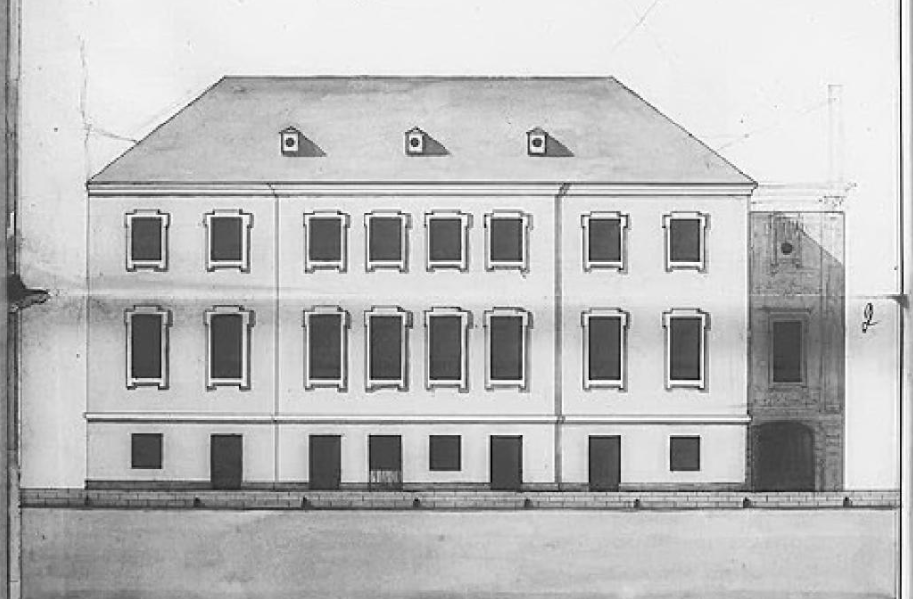
Фасад здания «Малинник»

«Малинник» — здание, существовавшее в XIX и начале XX века в Санкт-Петербурге, в котором располагались трактир и публичные дома. Находился в доме № 5 (современный адрес, почтовый адрес в XIX веке — Сенная площадь, дом № 3) на Сенной площади между Демидовым (ранее Конным) и Спасским переулками. После деления углового участка между 1809 и 1822 годами возникла путаница в нумерации домов, и в ряде источников малинник обозначался как дом № 3. Изначально принадлежало Анастасии Балабановой. По свидетельству современников, это было грязно-жёлтое трёхэтажное здание с частично разбитыми, заколоченными и забитыми тканью окнами. Другое популярное название дома — «Садок».
Городские власти не раз предпринимали попытки закрыть заведение, но после массовых рейдов заведения в здании снова открывались и работали. Притоны были ликвидированы после Октябрьской революции. Здание сохранилось при советской власти и затем было значительно перестроено и надстроено двумя этажами, став частью жилого массива в стиле сталинского неоклассицизма.

## Кабак и трактир

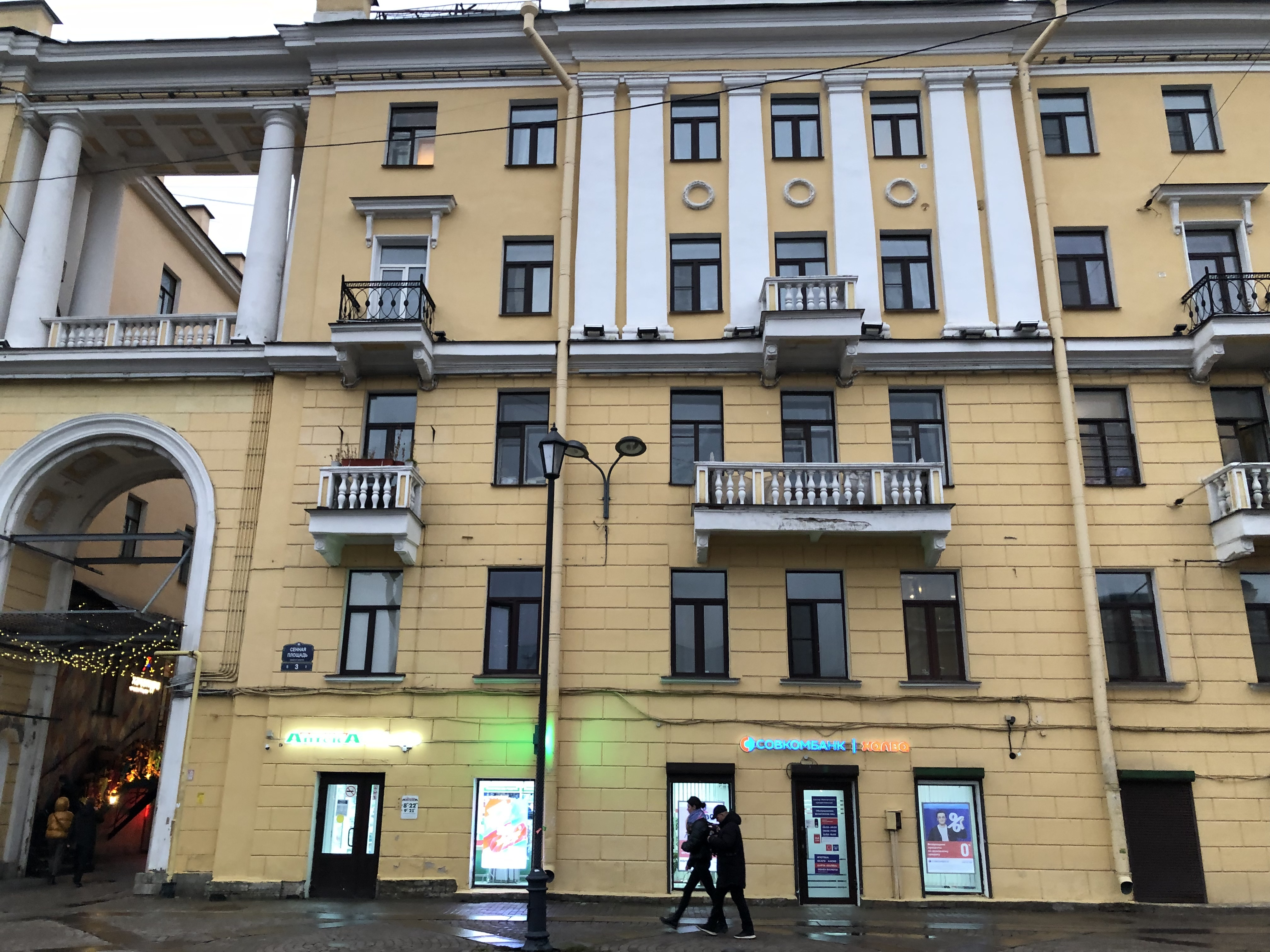
Дом 3 на Сенной площади. Современный вид

На первом этаже «малинника» располагался кабак, два лабаза и мелочна́я лавка. На среднем этаже наружного флигеля располагался безымянный трактир, который в 1860-е годы содержала купчиха 2-й гильдии Авдотья (Евдокия) Ефимовна Петрова, о хозяйке говорили, что она была дочерью действительного статского советника. Петрова принимала у себя уголовников, беглых, при её попустительстве посетителей спаивали и грабили. Хотя после Ефимовны трактир сменил нескольких хозяев, его характер оставался неизменным. Трактир, находившийся тогда во владении купца Соколова, был закрыт в 1882 году на три месяца по распоряжению обер-полицмейстера П. А. Грессера, однако впоследствии он снова заработал. Лишь в конце 1880-х годов «Малинник» перестал существовать.
«Малинник» стал неофициальным клубом и главным местом для сборов петербургских воров и уголовников. Здание сыскало славу одного из самых опасных мест в городе, где уголовники разных мастей были завсегдатаями. Убийство могло произойти средь бела дня. Горожане боялись приближаться к этому зданию, и даже полицейские не ходили сюда, опасаясь за свою жизнь. Случайно зашедших сюда опаивали дурманящим напитком, раздевали, а затем выгоняли, от потерпевших полиция не принимала заявлений, их выгоняли из участка, обвиняя в том, что они «ходят, где попало». На заднем дворе по фасадам флигелей тянулись галдарейки, они позволяли свободно перейти в любое место дома, уголовники использовали их, скрываясь от полиции.

## Бордели
Остальная часть дома была занята 13 дешёвыми притонами, каждым из них управляла бандерша. По словам очевидцев эти помещения были тёмными, грязными, сырыми, кишели насекомыми и были заражены плесенью. Комнаты делились на каморки размером в два аршина с помощью тонких деревянных перегородок, проживание в каморке стоило 7 рублей в месяц. Проститутки «Малинника» принимали клиентов на кроватях или на досках, постеленных тканью. Здесь постоянно проживало около сотни публичных женщин со своими клиентами — нищими и бездомными. Они спускались на нижние этажи для поиска и заманивания клиентов и склоняли посетителей покупать спиртное, что было выгодно заведению. Сам трактир был поделён на две части — в «чистую» проституткам было запрещено заходить.
В «Малинник» попадали проститутки низшего разряда — «трущобницы» (бездомные, часто беспаспортные) и «гнилушницы» (торговки дешёвыми овощами и фруктами), многие из них ранее работали в более приличных или даже дорогих публичных домах, но постарели и заболели венерическими заболеваниями. За свои услуги они брали по 50 копеек и по праздникам могли обслуживать до 50 клиентов в день. Сами женщины носили потрёпанные и простые наряды, иногда это были просто грязные полотенца, обмотанные вокруг бёдер. Некоторые женщины набивали себе татуировки, чтобы привлекать моряков. После окончания «карьеры» в «Малиннике» женщины отправлялись обслуживать посетителей ночлежек или находили убежище в Вяземской лавре.

## Комментарии
1. ↑  Галдарейками назывались зачастую самодельные наружные галереи, строившиеся в доходных домах, чтобы освободить отведённые под коридоры пространства для жилья. Строились активно на рубеже XIX и XX веках на фоне жилищного кризиса